# Miss Irak
El Miss Irak, es un concurso de belleza, cuya finalidad es escoger y preparar la representante para los certámenes de Miss Universo, Miss Mundo y otros concursos a nivel internacional.

## Ganadoras oficiales del Miss Irak
La siguiente lista muestra todas las candidatas que han sido coronadas como Miss Irak. La primera reina fue Wijdan Burham El-Deen Sulyman, Miss Irak 1972. Pasaron 43 años entre el primer concurso y la organización del segundo (realizado en diciembre del 2015). Hasta 2017, han sido coronadas 3 mises como Reinas de la entidad. La Miss Irak 2017 era Vian Sulaimani, sin embargo, debido a su destronación, su sustituta oficial es la Primera Finalista Masty Hama. No obstante, la representante oficial de este país en Miss Universo 2017 es la actual Miss Irak Universo 2017, Sarah Abdali Idan de 27 años de edad.
| 1972        | Wijdan Burham El-Deen Sulyman      | S.D                    | Bagdad                 | Concurso Nacional          | Sin Datos de 1972       | S.D                    |                        |                        |
| 1973 - 2014 | No se realizó concurso             | No se realizó concurso | No se realizó concurso | No se realizó concurso     | No se realizó concurso  | No se realizó concurso | No se realizó concurso | No se realizó concurso |
| 2015        | Shaymaa Qasim Abdelrahman          | 22                     | Kirkuk                 | Concurso Nacional          | 20 de diciembre de 2015 | 8                      |                        |                        |
| 2016        | No se realizó concurso             | No se realizó concurso | No se realizó concurso | No se realizó concurso     | No se realizó concurso  | No se realizó concurso | No se realizó concurso | No se realizó concurso |
| 2017        | Viam Sulaimani (Destituida)        | 23                     | Solimania              | Concurso Nacional          | 25 de mayo de 2017      | 15                     |                        |                        |
| 2017        | Masty Hama (1º Finalista Sucesora) | 18                     | Halabja                | 1º Finalista Asumió Título | 3 de agosto de 2017     | 15                     |                        |                        |
| 2017        | Sarah Abdali Idan (Designada)      | 27                     | Bagdad                 | Designación                | 3 de noviembre de 2017  | 1                      |                        |                        |
| 2018        | No se realizó concurso             | No se realizó concurso | No se realizó concurso | No se realizó concurso     | No se realizó concurso  | No se realizó concurso | No se realizó concurso | No se realizó concurso |
| 2019        | No se realizó concurso             | No se realizó concurso | No se realizó concurso | No se realizó concurso     | No se realizó concurso  | No se realizó concurso | No se realizó concurso | No se realizó concurso |
| 2020        | No se realizó concurso             | No se realizó concurso | No se realizó concurso | No se realizó concurso     | No se realizó concurso  | No se realizó concurso | No se realizó concurso | No se realizó concurso |
| 2021        | Maria Farhad Salem                 | 20                     | Bajdida                | Concurso Nacional          | 29 de julio de 2021     | 18                     |                        |                        |

## Miss Irak en Miss Universo
Normalmente la ganadora del Miss Irak compite en Miss Universo. El debut de Irak en este concurso fue en 1972, y a pesar de que en el 2015 seleccionó a una nueva soberana, esta no participó en Miss Universo 2016. El regreso de  Irak en este concurso se concretó en la edición de Miss Universo 2017 con la participación Sarah Abdali Idan, Miss Irak Universo 2017.
Color clave
- Ganador
- Finalistas
- Semi Finalistas

| 1972        | Wijdan Burham El-Deen Sulyman |                    | Bagdad             | No Figuró                                                                  |                                                                            |                    |                    |
| 1973 - 2014 | No envió candidata            | No envió candidata | No envió candidata | No envió candidata                                                         | No envió candidata                                                         | No envió candidata | No envió candidata |
| 2015        | Shaymaa Qasim Abdelrahman     | 22                 | Kirkuk             | No Compitió                                                                | No Compitió                                                                |                    |                    |
| 2016        | No envió candidata            | No envió candidata | No envió candidata | No envió candidata                                                         | No envió candidata                                                         | No envió candidata | No envió candidata |
| 2017        | Sarah Abdali Idan             | 27                 | Bagdad             | No Figuró                                                                  |                                                                            |                    |                    |
| 2018        | No envió candidata            | No envió candidata | No envió candidata | No envió candidata                                                         | No envió candidata                                                         | No envió candidata | No envió candidata |
| 2019        | No envió candidata            | No envió candidata | No envió candidata | No envió candidata                                                         | No envió candidata                                                         | No envió candidata | No envió candidata |
| 2020        | No envió candidata            | No envió candidata | No envió candidata | No envió candidata                                                         | No envió candidata                                                         | No envió candidata | No envió candidata |
| 2021        | Maria Farhad Salem            | 20                 | Bajdida            | Competirá en el 2022 ya que en el 2021 no competirá por ser sede en Israel | Competirá en el 2022 ya que en el 2021 no competirá por ser sede en Israel |                    |                    |

## Miss Irak en Miss Mundo
En el 2017 la Ganadora del Miss Irak competiría en el Miss Mundo, sin embargo, motivado al choque de fechas con la edición de Miss Universo de ese año y el hecho de que la ganadora estaba casada, se optó por designar a la 1ª Finalista del Miss Irak 2017 para que esta compitiera en Miss Mundo 2017, no obstante, esta chica se retiró por razones desconocidas.
Color clave
- Ganador
- Finalistas
- Semi Finalistas

| 2017 | Viam Sulaimani (Destituida)                  | 23                                           | Solimania                                    | Destronada por estar casada                  | Destronada por estar casada                  |                                              |                                              |
| 2017 | Masty Hama (1º Sucesora)                     | 18                                           | Halabja                                      | 1º Finalista sucesora pero No Compitió       | 1º Finalista sucesora pero No Compitió       |                                              |                                              |
| 2018 | No envió candidata                           | No envió candidata                           | No envió candidata                           | No envió candidata                           | No envió candidata                           | No envió candidata                           | No envió candidata                           |
| 2019 | No envió candidata                           | No envió candidata                           | No envió candidata                           | No envió candidata                           | No envió candidata                           | No envió candidata                           | No envió candidata                           |
| 2020 | No se realizó Miss Mundo - Pandemia COVID-19 | No se realizó Miss Mundo - Pandemia COVID-19 | No se realizó Miss Mundo - Pandemia COVID-19 | No se realizó Miss Mundo - Pandemia COVID-19 | No se realizó Miss Mundo - Pandemia COVID-19 | No se realizó Miss Mundo - Pandemia COVID-19 | No se realizó Miss Mundo - Pandemia COVID-19 |
| 2021 | Maria Farhad Salem                           | 20                                           | Bajdida                                      | Por Competir                                 | Por Competir                                 |                                              |                                              |

## Miss Irak en Miss Tierra
Normalmente la 2ª Finalista del Miss Irak compite en Miss Tierra. La 2ª Finalista del Miss Irak 2015 marcó el debut de este país en este concurso de belleza.
Color Clave
- Ganador
- Finalistas
- Semi Finalistas

| Año  | Candidata  | Edad | Origen    | Colocación | Premios |
| ---- | ---------- | ---- | --------- | ---------- | ------- |
| 2016 | Suzan Amer | 21   | Solimania | No Figuró  |         |

## Miss Irak en Miss Grand Internacional
En el 2016 se concretó el debut de Irak en el concurso Miss Grand Internacional, bajo la designación de Klaodia Jamal Khalaf, la cual se encuentra residenciada en Estocolmo, Suecia.
Color clave
- Ganador
- Finalistas
- Semi Finalistas

| Año  | Candidata            | Edad | Origen | Colocación | Premios |
| ---- | -------------------- | ---- | ------ | ---------- | ------- |
| 2016 | Klaodia Jamal Khalaf | 21   | Bagdad | No Figuró  |         |

## Miss Irak en Miss Supranacional
En el 2010 se concretó el debut de Irak en el concurso Miss Supranacional, bajo la designación de Sandra Aner Agab.
Color clave
- Ganador
- Finalistas
- Semi Finalistas

| 2010 | Sandra Aner Agab   | 20                 | Bagdad             | No Figuró          |                    |                    |                    |
| 2011 | No envió candidata | No envió candidata | No envió candidata | No envió candidata | No envió candidata | No envió candidata | No envió candidata |
| 2012 | No envió candidata | No envió candidata | No envió candidata | No envió candidata | No envió candidata | No envió candidata | No envió candidata |
| 2013 | Klaodia Khalaf3    | 20                 | Bagdad             | No Figuró          |                    |                    |                    |

## Miss Irak en Miss Intercontinental
En el 2008 se concretó el debut de Irak en el concurso Miss Intercontinental, bajo la designación de Gülstan Mohammed.
Color clave
- Ganador
- Finalistas
- Semi Finalistas

| 2008 | Gülstan Mohammed   | 17                 | Bagdad             | No Figuró          |                    |                    |                    |
| 2009 | No envió candidata | No envió candidata | No envió candidata | No envió candidata | No envió candidata | No envió candidata | No envió candidata |
| 2010 | No envió candidata | No envió candidata | No envió candidata | No envió candidata | No envió candidata | No envió candidata | No envió candidata |
| 2011 | No envió candidata | No envió candidata | No envió candidata | No envió candidata | No envió candidata | No envió candidata | No envió candidata |
| 2012 | No envió candidata | No envió candidata | No envió candidata | No envió candidata | No envió candidata | No envió candidata | No envió candidata |
| 2013 | No envió candidata | No envió candidata | No envió candidata | No envió candidata | No envió candidata | No envió candidata | No envió candidata |
| 2014 | Klaodia Khalaf3    | 21                 | Bagdad             | No Figuró          |                    |                    |                    |
| 2015 | No envió candidata | No envió candidata | No envió candidata | No envió candidata | No envió candidata |                    |                    |
| 2016 | No envió candidata | No envió candidata | No envió candidata | No envió candidata | No envió candidata |                    |                    |
| 2017 | Shaymaa Qasim      | 24                 | Kirkuk             | No Compitió        | No Compitió        |                    |                    |

## Miss Irak en Miss Eco Internacional
En el 2018 Irak intentó debutar en el concurso Miss Eco Internacional, sin embargo, la candidata seleccionada para representar al país árabe se retiró por razones desconocidas.
Color clave
- Ganador
- Finalistas
- Semi Finalistas

| Año  | Candidata   | Edad | Origen | Colocación  | Premios     |
| ---- | ----------- | ---- | ------ | ----------- | ----------- |
| 2018 | Sara Nadeem |      |        | No Compitió | No Compitió |